# Етички код
Етички код је документ, експлицитна изјава вредности, принципа и правила професије којом се регулише понашање њених припадника.